# Binalakshmi Nepram
Binalakshmi Nepram, född 1974 i Imphal, Manipur är en indisk författare, forskare och fredsaktivist. Hon arbetar även med frågor som rör mänskliga rättigheter. 
Nepram har startat flera organisationer som arbetar med att förändra och reglera den kultur som råder kring skjutvapen och våld i nordöstra Indien. Hon förespråkar icke-våld och stöttar kvinnor som drabbats av våld som orsakats av skjutvapen genom Mainpur Women Gun Survivors Network (MWGSN). 
Nepram arbetar för att få fler kvinnor delaktiga i freds- och demokratiarbete. 
Nepram tilldelades 2018 Anna Politskovskaya Award för sitt arbete.